# Molophilus aplectus
Molophilus aplectus är en tvåvingeart som beskrevs av Alexander 1929. Molophilus aplectus ingår i släktet Molophilus och familjen småharkrankar. Inga underarter finns listade i Catalogue of Life.